# Канадски фудбал
Канадски фудбал (енгл. Canadian football, фр. Football canadien) је форма гридирон фудбала која се игра у Канади. Два тима од по 12 играча, слично америчком фудбалу покушавају остварити превласт на терену, а циљ игре је ући са лоптом у енд зону чиме се постиже тачдаун. Терен се осваја трчањем, пасом или шутом на гол. Најпознатија професионална лига канадског фудбала је ЦФЛ (Канадска фудбалска лига).

## Историја
Први документирани фудбалски меч била је тренинг игра, одиграна 9. новембра 1861. године у Универзитетском колеџу Торонтског универзитета (отприлике 400 јарди или 370 метара западно од Квинс парка). Један од учесника у игри са студентима Универзитета у Торонту био је господин Вилијам Малок, каснији ректор школе. Недуго после тога, фудбалски клуб је основан на универзитету, иако су правила игре у тој фази била нејасна. 
Први покушај формирања одговарајућег управљачког тела и прихватања важећег кодекса правила рагби био је Канадска фудбалска асоцијација, организована 24. марта 1873. године, за којим је последовао Канадски фудбалски савез за рагби (CRFU), основан 12. јун 1880. године, који је укључивао тимове из Онтарија и Квебека. Касније су формирани Онтарио Ругби фудбалски савез и Квебек ругби фудбалски савез, затим Межпровинцијалски и Западни межпровинцијалски фудбалски савези).

## Игра у лиги
У Канади се канадски фудбал игра на неколико нивоа; највиша лига је професионална Канадска фудбалска лига састављена од девет тимова (CFL). Редовна сезона CFL почиње у јуну, а плейофф за Греујеву шољу завршава се крајем новембра. У градовима са отвореним стадионима, као што су Едмонтон, Винипег, Калгари и Реджина, ниске температуре и ледени терени могу сериозно да утичу на исход игре.
Аматерски фудбал регулише Football Canada. На универзитетском нивоу, 27 тимова играју у четири конференције под окирилом У Спортс; шампиону У Спортса додељује се Вание Куп. Многи играју јуниорски фудбал после завршетка средње школе, пре него што се придруже универзитетским редовима. У три конференције Канадске јуниорске фудбалске лиге учествују 19 јуниорских тимова, који се такмиче за Куп Канаде.

## Сличности и разлике са Америчким фудбалом
Иако су оба спорта настала из рагбија и по својој форми канадски и амерички фудбал заједно спадају у већу целину звану гридирон фудбал, постоје битне разлике које дистанцирају један спорт од другог:
| Правила                          | Канадски фудбал | Амерички фудбал   |
| -------------------------------- | --------------- | ----------------- |
| Број играча                      | 12              | 11                |
| Димензије терена (укупно)        | 150 x 65 јарди  | 120 x 53.33 јарди |
| Димензије терена (без 2 ендзоне) | 110 x 65 јарди  | 100 x 53.33 јарди |
| Дужина енд зоне                  | 20 јарди        | 10 јарди          |
| Број дауна (покушаја)            | 3               | 4                 |
| Трајање напада                   | 20 секунди      | 40 секунди        |
| Померање пре снепа               | дозвољено       | недозвољено       |
| Fair catch (код пантовања)       | недозвољено     | дозвољено         |
| Позиција гола                    | испред енд зоне | иза енд зоне      |
| ПAT гол линија                   | 25 јарди        | 15 јарди          |
| Конверзија за 2 поена            | 3 јарде         | 2 јарде           |

1. ↑  Односи се на НФЛ и НЦАА, док у осталим такмичењима траје 25 секунди.
2. ↑  Снеп је почетак акције са линије скримиџа пасом центра уназад ка квотербеку.